# Liste des plus gros succès du box-office en Suisse
Cet article présente les films qui ont fait le plus grand nombre d’entrées en Suisse.

## 50 premiers films du box-office suisse
Les dates correspondent à l'année de la première sortie du film dans les cinémas suisses. Les entrées correspondent au nombre d'entrées sur tout le territoire suisse.
Les pays majoritaires par leur financement dans le Top 50 :
- États-Unis : 42 films
- Royaume-Uni : 16 films
- France : 4 films
- Nouvelle-Zélande : 3 films
- Suisse : 2 films
- Australie : 1 film
- Italie : 1 film

La couleur       indique les films en cours de diffusion.
| Rang | Titre                                               | Réalisateur                     | Année | Entrées   | Nationalité                 |
| ---- | --------------------------------------------------- | ------------------------------- | ----- | --------- | --------------------------- |
| 1    | Titanic                                             | James Cameron                   | 1998  | 1 940 628 | États-Unis                  |
| 2    | Intouchables                                        | Éric Toledano / Olivier Nakache | 2011  | 1 445 403 | France                      |
| 3    | Skyfall                                             | Sam Mendes                      | 2012  | 1 199 119 | Royaume-Uni États-Unis      |
| 4    | Avatar                                              | James Cameron                   | 2009  | 1 166 796 | États-Unis                  |
| 5    | Le Monde de Nemo                                    | Andrew Stanton                  | 2003  | 1 115 846 | États-Unis                  |
| 6    | L'Âge de glace 2                                    | Carlos Saldanha                 | 2006  | 1 066 361 | États-Unis                  |
| 7    | L'Âge de glace 3 : Le Temps des dinosaures          | Carlos Saldanha                 | 2009  | 1 064 584 | États-Unis                  |
| 8    | Harry Potter à l'école des sorciers                 | Chris Columbus                  | 2001  | 1 053 674 | Royaume-Uni                 |
| 9    | 007 Spectre                                         | Sam Mendes                      | 2015  | 1 028 514 | Royaume-Uni États-Unis      |
| 10   | Vol au-dessus d'un nid de coucou                    | Miloš Forman                    | 1976  | 941 486   | États-Unis                  |
| 11   | Les Faiseurs de Suisses                             | Rolf Lyssy                      | 1978  | 941 349   | Suisse                      |
| 12   | Le Seigneur des anneaux : Le Retour du roi          | Peter Jackson                   | 2003  | 919 714   | États-Unis Nouvelle-Zélande |
| 13   | L'Espion qui m'aimait                               | Lewis Gilbert                   | 1977  | 909 689   | États-Unis                  |
| 14   | Le Seigneur des anneaux : La Communauté de l'anneau | Peter Jackson                   | 2001  | 904 377   | États-Unis Nouvelle-Zélande |
| 15   | Le Seigneur des anneaux : Les Deux Tours            | Peter Jackson                   | 2002  | 901 852   | États-Unis Nouvelle-Zélande |
| 16   | Harry Potter et la Chambre des secrets              | Chris Columbus                  | 2002  | 862 462   | Royaume-Uni États-Unis      |
| 17   | Casino Royale                                       | Martin Campbell                 | 2006  | 853 369   | États-Unis Royaume-Uni      |
| 18   | Madagascar 2                                        | Eric Darnell                    | 2008  | 830 141   | États-Unis                  |
| 19   | Meurs un autre jour                                 | Lee Tamahori                    | 2002  | 821 682   | États-Unis Royaume-Uni      |
| 20   | Le monde ne suffit pas                              | Michael Apted                   | 1999  | 818 724   | États-Unis Royaume-Uni      |
| 21   | Bienvenue chez les Ch'tis                           | Dany Boon                       | 2008  | 809 141   | France                      |
| 22   | Quantum of Solace                                   | Marc Forster                    | 2008  | 802 121   | Royaume-Uni États-Unis      |
| 23   | Rien que pour vos yeux                              | John Glen                       | 1981  | 790 622   | États-Unis Royaume-Uni      |
| 24   | GoldenEye                                           | Martin Campbell                 | 1995  | 780 135   | États-Unis Royaume-Uni      |
| 25   | Ratatouille                                         | Brad Bird                       | 2007  | 765 764   | États-Unis                  |
| 26   | Kramer contre Kramer                                | Robert Benton                   | 1980  | 735 238   | États-Unis                  |
| 27   | Demain ne meurt jamais                              | Roger Spottiswoode              | 1997  | 733 257   | États-Unis Royaume-Uni      |
| 28   | Moonraker                                           | Lewis Gilbert                   | 1979  | 731 893   | France Royaume-Uni          |
| 29   | Le Livre de la jungle                               | Wolfgang Reitherman             | 1968  | 704 333   | États-Unis                  |
| 30   | Star Wars, épisode VII : Le Réveil de la Force      | J. J. Abrams                    | 2015  | 708 578   | États-Unis                  |
| 31   | L'Âge de glace 4                                    | Steve Martino / Mike Thurmeier  | 2012  | 704 148   | États-Unis                  |
| 32   | Pirates des Caraïbes : Le Secret du coffre maudit   | Gore Verbinski                  | 2006  | 703 905   | États-Unis                  |
| 33   | Harry Potter et la coupe de feu                     | Mike Newell                     | 2005  | 694 181   | Royaume-Uni États-Unis      |
| 34   | Coup de foudre à Notting Hill                       | Roger Michell                   | 1999  | 693 200   | Royaume-Uni                 |
| 35   | Madagascar                                          | Eric Darnell / Tom McGrath      | 2005  | 687 600   | États-Unis                  |
| 36   | Mamma Mia!                                          | Phyllida Lloyd                  | 2008  | 680 312   | États-Unis Royaume-Uni      |
| 37   | Le Fabuleux Destin d'Amélie Poulain                 | Jean-Pierre Jeunet              | 2001  | 678 164   | France                      |
| 38   | Tarzan                                              | Chris Buck / Kevin Lima         | 1999  | 668 824   | États-Unis                  |
| 39   | Hair                                                | Miloš Forman                    | 1979  | 665 140   | États-Unis                  |
| 40   | Les Minions                                         | Kyle Balda / Pierre Coffin      | 2015  | 638 765   | États-Unis                  |
| 41   | American Beauty                                     | Sam Mendes                      | 2000  | 626 221   | États-Unis                  |
| 42   | Independence Day                                    | Roland Emmerich                 | 1996  | 625 747   | États-Unis                  |
| 43   | Pirates des Caraïbes : Jusqu'au bout du monde       | Gore Verbinski                  | 2007  | 624 554   | États-Unis                  |
| 44   | Ce que veulent les femmes                           | Nancy Meyers                    | 2001  | 623 872   | États-Unis                  |
| 45   | Da Vinci Code                                       | Ron Howard                      | 2006  | 621 656   | États-Unis                  |
| 46   | Sixième Sens                                        | M. Night Shyamalan              | 2000  | 618 366   | États-Unis                  |
| 47   | Harry Potter et le Prisonnier d'Azkaban             | Alfonso Cuarón                  | 2004  | 609 393   | Royaume-Uni États-Unis      |
| 48   | Babe, le cochon devenu berger                       | Chris Noonan                    | 1996  | 600 714   | Australie États-Unis        |
| 49   | Les mamies ne font pas dans la dentelle             | Bettina Oberli                  | 2006  | 596 944   | Suisse                      |
| 50   | Il était une fois dans l'Ouest                      | Sergio Leone                    | 1969  | 589 976   | Italie États-Unis           |

## 25 plus grands succès du cinéma suisse
Les dates correspondent à l'année de la première sortie du film dans les cinémas suisses. Les entrées correspondent au nombre d'entrées sur tout le territoire suisse.
Les pays majoritaires par leur co-financement au côté de la Suisse dans le Top 25 suisse :
- Allemagne : 6 films en co-production
- France : 4 films en co-production
- Italie : 2 films en co-production
- Portugal : 1 film en co-production

La couleur       indique les films en cours de diffusion.
| Rang | Titre                                                                                                | Réalisateur                        | Année | Entrées | Nationalité               |
| ---- | --- | ---------------------------------- | ----- | ------- | ------------------------- |
| 1    | Les Faiseurs de Suisses (Die Schweizermacher)                                                        | Rolf Lyssy                         | 1978  | 941 466 | Suisse                    |
| 2    | Les mamies ne font pas dans la dentelle (Die Herbstzeitlosen)                                        | Bettina Oberli                     | 2006  | 597 083 | Suisse                    |
| 3    | Je m'appelle Eugen (Mein Name ist Eugen)                                                             | Michael Steiner                    | 2005  | 581 293 | Suisse                    |
| 4    | À vos marques, prêts, Charlie ! (Achtung, fertig, Charlie!)                                          | Mike Eschmann                      | 2004  | 560 523 | Suisse                    |
| 5    | Heidi                                                                                                | Alain Gsponer                      | 2015  | 558 386 | Suisse Allemagne          |
| 6    | Une cloche pour Ursli (Schellen-Ursli)                                                               | Xavier Koller                      | 2015  | 455 370 | Suisse                    |
| 7    | Les Petites Fugues                                                                                   | Yves Yersin                        | 1979  | 425 788 | Suisse                    |
| 8    | Microcosmos : Le Peuple de l'herbe                                                                   | Claude Nuridsany et Marie Pérennou | 1996  | 381 846 | Suisse France Italie      |
| 9    | Grounding, les derniers jours de Swissair (Grounding - Die letzten Tage der Swissair)                | Michael Steiner                    | 2006  | 378 457 | Suisse                    |
| 10   | L'Ordre divin (Die göttliche Ordnung)                                                                | Petra Volpe                        | 2017  | 356 487 | Suisse                    |
| 11   | Un Suisse nommé Nötzli (Ein Schweizer namens Nötzli)                                                 | Gustav Ehmck                       | 1988  | 350 681 | Suisse Allemagne          |
| 12   | Ernstfall in Havanna                                                                                 | Sabine Boss                        | 2002  | 313 619 | Suisse                    |
| 13   | Pane e Tulipani                                                                                      | Silvio Soldini                     | 2000  | 275 835 | Suisse Italie             |
| 14   | Vitus                                                                                                | Fredi M. Murer                     | 2006  | 271 509 | Suisse                    |
| 15   | Des abeilles et des hommes (More Than Honey)                                                         | Markus Imhoof                      | 2012  | 255 820 | Suisse Allemagne          |
| 16   | L'Âme-sœur (Höhenfeuer)                                                                              | Fredi M. Murer                     | 1985  | 255 409 | Suisse                    |
| 17   | L'Enfance volée (Der Verdingbub)                                                                     | Markus Imboden                     | 2011  | 250 196 | Suisse Allemagne          |
| 18   | Les Choristes                                                                                        | Christophe Barratier               | 2004  | 246 376 | Suisse France Allemagne   |
| 19   | La Dentellière                                                                                       | Claude Goretta                     | 1977  | 239 710 | Suisse France             |
| 20   | Le Formidable Envol de Motti Wolkenbruch (Wolkenbruchs wunderliche Reise in die Arme einer Schickse) | Michael Steiner                    | 2018  | 232 714 | Suisse                    |
| 21   | Handyman                                                                                             | Juerg et Jürg Ebe                  | 2006  | 207 885 | Suisse                    |
| 22   | La Disparition de Julia (Giulias Verschwinden)                                                       | Christoph Schaub                   | 2009  | 196 509 | Suisse                    |
| 23   | Un train de nuit pour Lisbonne                                                                       | Bille August                       | 2013  | 189 112 | Suisse Allemagne Portugal |
| 24   | Ma vie de Courgette                                                                                  | Claude Barras                      | 2016  | 178 387 | Suisse France             |
| 25   | Achtung, fertig, WK!                                                                                 | Oliver Rihs                        | 2013  | 177 051 | Suisse                    |

## Autres films suisses vus par plus de 100 000 spectateurs
| Rang | Titre                                                         | Réalisateur               | Année | Entrées | Nationalité               |
| ---- | ------------------------------------------------------------- | ------------------------- | ----- | ------- | ------------------------- |
| 26   | Anna Göldin, la dernière sorcière                             | Gertrud Pinkus            | 1991  | 166 233 | Suisse Allemagne          |
| 27   | Komiker                                                       | Markus Imboden            | 2000  | 157 936 | Suisse                    |
| 28   | Mani Matter - Warum syt dir so truurig ?                      | Friedrich Kappeler        | 2002  | 146 624 | Suisse                    |
| 29   | Sennentuntschi                                                | Michael Steiner           | 2010  | 143 520 | Suisse                    |
| 30   | L'extraordinaire week-end de la famille Moll (de) (Papa Moll) | Manuel Flurin Hendry (de) | 2017  | 143 238 | Suisse                    |
| 31   | Der Goalie bin ig                                             | Sabine Boss (de)          | 2014  | 139 742 | Suisse                    |
| 32   | Die chli Häx (de) (Die kleine Hexe)                           | Michael Schaerer (de)     | 2018  | 125 036 | Suisse Allemagne          |
| 33   | Sternenberg                                                   | Christoph Schaub          | 2004  | 124 851 | Suisse                    |
| 34   | Die schwarzen Brüder (de)                                     | Xavier Koller             | 2013  | 122 415 | Suisse Allemagne          |
| 35   | Berezina ou les Derniers Jours de la Suisse                   | Daniel Schmid             | 1999  | 120 435 | Suisse Allemagne Autriche |
| 36   | Une dernière touche (Die letzte Pointe)                       | Rolf Lyssy                | 2017  | 118 524 | Suisse                    |
| 37   | On connaît la chanson                                         | Alain Resnais             | 1997  | 118 045 | Suisse France Royaume-Uni |
| 38   | Voleurs de chats (de)                                         | Markus Imboden            | 1996  | 109 801 | Suisse                    |
| 39   | L'art de guérir (Das Wissen vom Heilen)                       | Franz Reichle (de)        | 1997  | 105 256 | Suisse                    |
| 40   | Mais im Bundeshuus : Le Génie helvétique                      | Jean-Stéphane Bron        | 2003  | 105 182 | Suisse                    |
| 41   | Jeune Homme                                                   | Christoph Schaub          | 2006  | 100 472 | Suisse                    |